# آلمنارا (میناس گرایس)
آلمنارا (به پرتغالی: Almenara) یک منطقهٔ مسکونی در برزیل است که در میناز ژرایس واقع شده‌است. آلمنارا ۲٬۳۰۰٫۷۹۷ کیلومتر مربع مساحت و ۴۲٬۱۴۳ نفر جمعیت دارد و ۱۸۸ متر بالاتر از سطح دریا واقع شده‌است.